# Cyrtandra bracteata
Cyrtandra bracteata là một loài thực vật có hoa trong họ Tai voi. Loài này được Warb. mô tả khoa học đầu tiên năm 1891.